# Galeola lindleyana
Galeola lindleyana là một loài thực vật có hoa trong họ Lan. Loài này được (Hook.f. & Thomson) Rchb.f. mô tả khoa học đầu tiên năm 1865.